# Al-Hauz
Al-Hauz (arab. الحوز) – miejscowość w Syrii, w muhafazie Hims. W 2004 roku liczyła 2239 mieszkańców.